# Чиряты
Чиряты — деревня в Клепиковском районе Рязанской области. Входит в состав Ненашкинского сельского поселения.

## География
Находится в северной части Рязанской области на расстоянии приблизительно 11 км на северо-восток по прямой от районного центра города Спас-Клепики.

## История
В 1859 году здесь (тогда деревня Рязанского уезда Рязанской губернии) был учтен 21 двор, в 1897 — 34. С 2006 года действует Благовещенская церковь.

## Население
Численность населения: 128 человек (1859 год), 227 (1897), 46 в 2002 году (русские 85 %), 33 в 2010.